# Крук, Джордж
Джордж Крук (англ. George Crook; 8 сентября 1828 — 21 марта 1890) — офицер армии США,  участник Гражданской войны и индейских войн.

## Ранние годы
Джордж Крук родился в Огайо, в городке Тейлорсвилл, недалеко от города Дейтон. Его родителями были Томас и Элизабет Крук.  В 1848 году он поступил в академию Вест-Пойнт по квоте от Огайо и окончил её 38-м по успеваемости в классе 1852 года. Он был определён в 4-й пехотный полк во временном звании второго лейтенанта. В 1852 году он служил в форте Коламбус в штате Нью-Йорк, а в 1852-1853 годах в гарнизонах нескольких фортов в Калифорнии. 7 июля 1853 года он получил постоянное звание второго лейтенанта. С 1853 по 1857 год он служил в калифорнийском форте Джонс, и за это время участвовал в экспедиции на Руж-Ривер и экспедиции на Питт-Ривер. 10 июня 1857 года он был ранен стрелой в перестрелке. В 1858 году он участвовал в войне с индейцами Якима. Позже до 1861 года он служил в форте Тер-Воу в Калифорнии.

## Гражданская война
14 мая 1861 года Крук стал капитаном 4-го пехотного полка. В сентябре 1861 года он был направлен в западную Вирджинию, где он получил звание полковника Добровольческой армии и возглавил 36-й Огайский полк. С этим полком он участвовал в боях на западе Вирджинии до 1 мая 1862 года. После этого он стал командиром 1-й временной бригады (3-й бригады дивизии Канава), с которой участвовал в сражении при Люисберге 23 мая 1862 года. Он был ранен в сражении и вскоре получил за него временное звание майора регулярной армии, датированное 23-м мая. 
Во время Второго сражения при Булл-Ран его полк числился в эскорте главнокомандующего Джона Поупа. После сражения его полк был включен в Дивизию Канава. 12 сентября командир бригады попал в плен и Крук принял командование бригадой, которую возглавлял в сражении в Южных Горах и в бою за мост Бернсайда во время сражения при Энтитеме.
Был произведён в ранг бригадного генерала 7 сентября 1862 года. После Энтитема Крук принял командование Дивизией Канава в составе IX корпуса. Позже дивизия была выведена из состава корпуса и направлена в департамент Огайо. Вскоре он принял командование пехотной бригадой в Камберлендской армии. Это была 3-я бригада 4-й дивизии XIV корпуса. В июле 1863 года он стал командиром 2-й дивизии кавалерийского корпуса Камберлендской армии. В этой должности он участвовал в сражении при Чикамоге и в боях под Чаттанугой.
В феврале 1864 года Крук вернулся к командованию дивизией Канава, которая теперь считалась 3-й дивизией департамента западная Вирджиния.
Принял участие во многих сражениях: во Втором Кернстауне, при Файв-Фокс, при Сейлорс-Крик и при Аппоматоксе.
В феврале 1865 года был захвачен в плен южанами в Мэриленде и содержался как военнопленный, пока не был освобождён через месяц.

## Индейские войны
В конце Гражданской войны принял участие в военных кампаниях против северных пайютов, банноков и шошонов в Айдахо, Орегоне и Неваде.
После удачно проведённых военных кампаний президент Улисс Грант переводит Крука в Аризону, его адъютантом назначается Джон Грегори Бурк. Там Джорджу Круку удаётся принудить чирикауа-апачей к капитуляции. Кроме того, он успешно проводит рейды против явапаев.
В 1875 году Крук назначается командующим Департаментом Платт. Летом 1876 года он участвовал в военной кампании против сиу и шайеннов.
В 1882 году Крука снова перевели в Аризону, где в течение четырёх последующих лет он воевал с апачами. Ему удалось добиться капитуляции Джеронимо, лидера враждебных апачей. Но после побега части апачей из резервации он был заменён Нельсоном Майлзом.
В 1888 году был повышен в генерал-майоры и назначен командовать Департаментом Миссури.
Скоропостижно скончался 21 марта 1890 года от сердечного приступа.